# Altbernsdorf auf dem Eigen
Altbernsdorf auf dem Eigen ist ein Ortsteil von Bernstadt a. d. Eigen im sächsischen Landkreis Görlitz in der Oberlausitz. Der Namenszusatz bezieht sich auf die historische Region des Eigenschen Kreises.

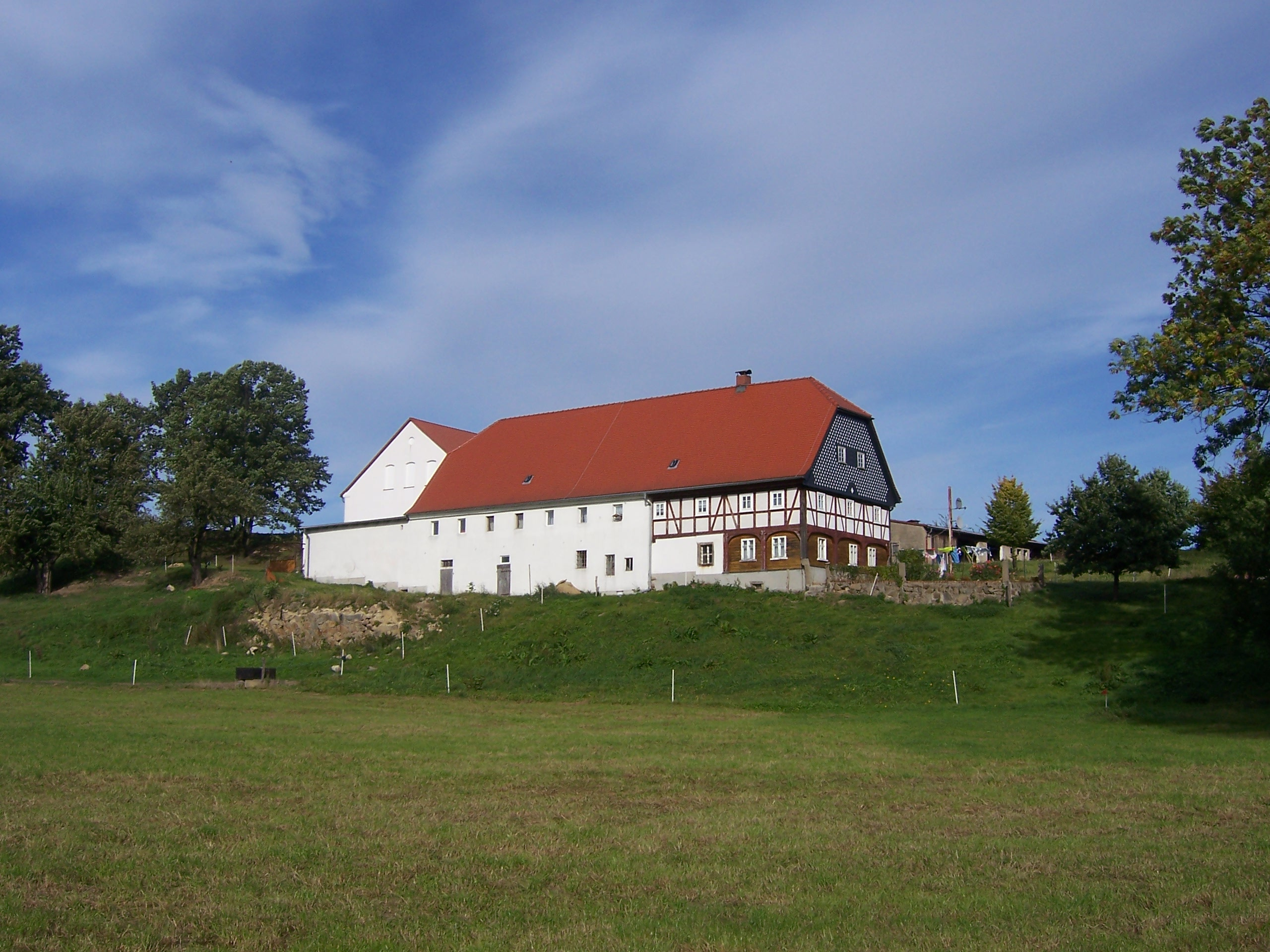
Umgebindehaus in Altbernsdorf a. d. Eigen (2008).

Der Ort wird von der Pließnitz, die von West nach Ost die Gemeinde durchfließt, in die Große Seite und die Kleine Seite geteilt.
Im Oberdorf mündet in die Pließnitz die Kemnitzbach, in die wiederum der kleine, aus dem Wald kommende Steinbach mündet.
Altbernsdorf liegt auf einer Höhe von 214 bis 218 m über NN und hat etwa 570 Einwohner (Stand: 31. Dezember 2015).

## Geschichte
Altbernsdorf wurde erstmals in einer Urkunde des Bischofs von Meißen vom 22. September 1234 als Bernhardisdorf erwähnt. Zu dieser Zeit gehörten bereits große Teile des Eigenschen Kreise dem Bistum Meißen. Die Bischöfe verkauften diesen Besitz um 1240 an das Haus Schönburg. Die Schönburger gaben diesen Besitz an die mit ihnen verschwägerten Herren von Kamenz weiter, die es noch im 13. Jahrhundert dem von ihnen gegründete Kloster St. Marienstern übereigneten.
Der Ortsname Altbernsdorf setzte sich erst im 15. Jahrhundert durch. 1994 wurde Altbernsdorf zu Bernstadt a. d. Eigen eingemeindet.

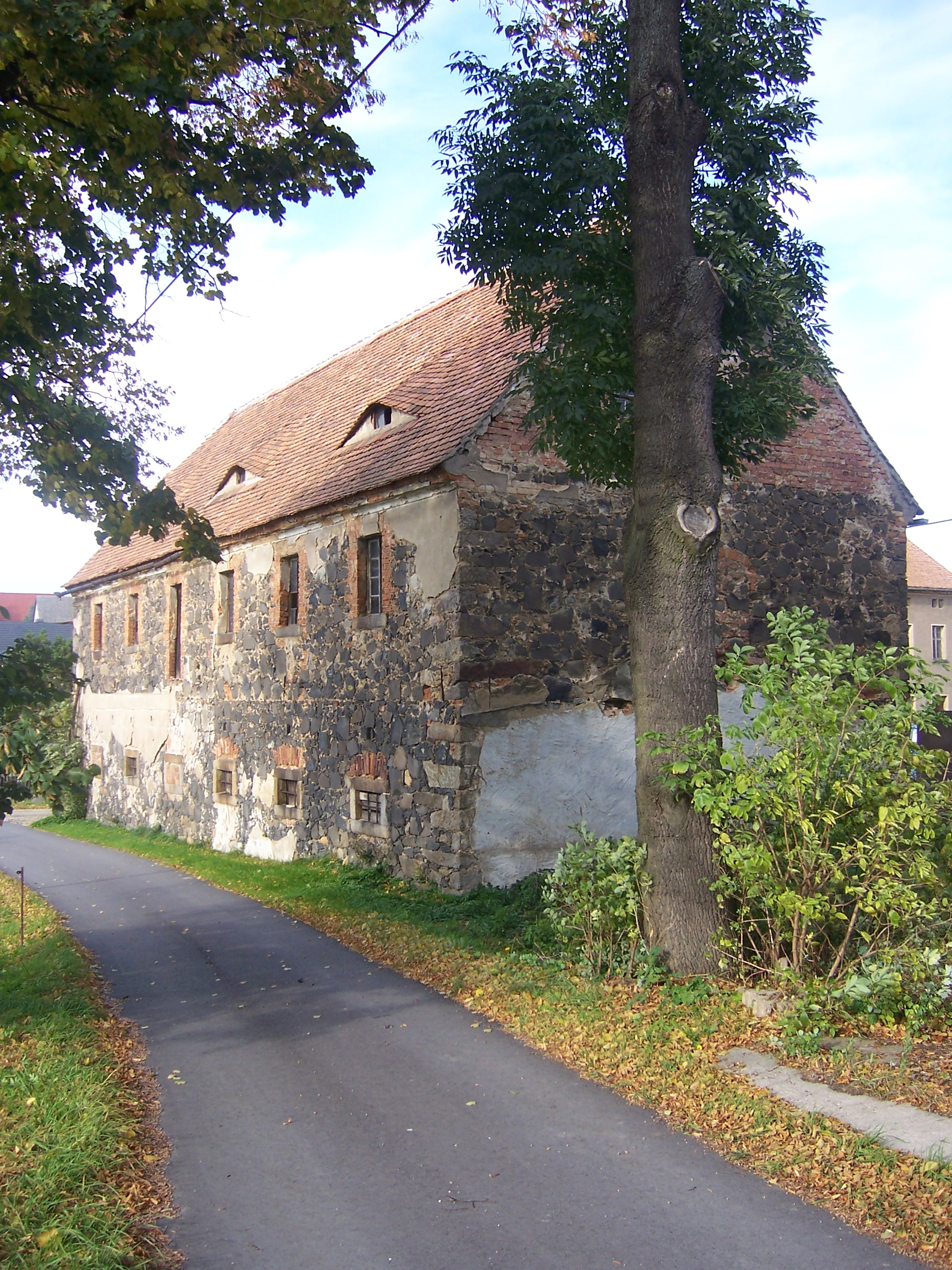
Wirtschaftsgebäude in Altbernsdorf (2008)

## Sehenswürdigkeiten
- Burgbergschanze, eine Wallschanze auf dem Burgberg, bei der Einmündung des Steinbachs in den Kemnitzbach
- mehrere Vierseithöfe entlang der Großen und der Kleinen Seite
- das Steinbachtal mit der Waldgaststätte „Steinbachtal“
- die Friedenshöhe (ehemalige Bismarckhöhe)
- die Blumengartenbrücke